# Rochefort-sur-la-Côte
Rochefort-sur-la-Côte – miejscowość i gmina we Francji, w regionie Grand Est, w departamencie Górna Marna.
Według danych na rok 1990 gminę zamieszkiwało 75 osób, a gęstość zaludnienia wynosiła 14 osób/km².